# 꿈의 정원
꿈의 정원(Garden scapes)은 플레이릭스라는 게임 회사가 2016년 8월 22일에 내놓은 모바일 게임이자 비디오 게임이다. 퍼즐형식으로 풀어가는 게임 방식이 있기에 퍼즐 게임도 된다.

## 특징
꿈의 정원은 주인공인 타일러 오스틴이 자신의 집에 있는 정원을 가꾸는 게임으로 자매품으론 꿈의 집도 있다. 게임을 한번 시작하면 그날의 할일을 퍼즐을 맞추는 식으로 하게 되며 퍼즐을 할 때는 더욱 수월한 퍼즐 맞추기에 도움을 주는 아이템도 사용이 가능하다. 다만 퍼즐은 꿈의 집과는 달리 과일이 등장하고 또한 정원에서의 할 일들이 주류를 이룬다는 차이점이 있다. 타일러 오스틴의 부모님도 같이 등장하며 기본적으로 퍼즐은 3개를 맞춰야 하고 4개나 5개 이상을 맞추면 퍼즐을 풀 때에 유용한 아이템도 등장하며 미니 게임도 등장한다. 주인공인 타일러 오스틴의 집을 가꾸면서 하는 재미가 있고 일을 마칠 때마다 보상이 주어지는 보람도 있는 액션 게임이다.

## 같이 보기
- 꿈의 집
- 모바일 게임